# Angel Martino
Angelina L. "Angel" Martino (Myers-, -Sims) (Tuscaloosa, 25 de abril de 1967) é uma ex-nadadora norte-americana, ganhadora de três medalhas de ouro em Jogos Olímpicos.